# Neil Cohalan
Neil Cohalan (31 de julho de 1906 - 22 de janeiro de 1968) foi um treinador de basquete profissional estadunidense. Ele foi o primeiro treinador do New York Knicks e tem a distinção de ser o primeiro técnico a vencer o primeiro jogo da Basketball Association of America, predecessora da National Basketball Association. O jogo, disputado em 1 de novembro de 1946 entre o Knickerboxers e Toronto Huskies, no Maple Leaf Gardens, terminou 68-66 para a equipe de New York.
Antes de iniciar sua carreira profissional, Colahan era treinador no Manhattan College entre 1929 e 1942. Também jogou futebol americano lá.